# بوغدان شاندرو
بوغدان شاندرو (بالرومانية: Bogdan Șandru)‏ هو لاعب كرة قدم روماني في مركز الدفاع، ولد في 4 يوليو 1989 في Băicoi ‏ في رومانيا. لعب مع جامعة كلوج وسي إس باندوري تارغو جيو ونادي بوليتكنيكا ياش.

## وصلات خارجية
- بوغدان شاندرو على موقع قاعدة بيانات كرة القدم.إي يو (الإنجليزية)
- بوغدان شاندرو على موقع Soccerway.com (الإنجليزية)